# اونلوکسینا
اونلوکسینا (به اسپانیایی: Unollocsina) یک کوه در پرو است که در Peru, Cusco Region, Puno Region واقع شده‌است. اونلوکسینا ۵٬۳۰۰ متر بالاتر از سطح دریا واقع شده‌است.